# François Bonlieu
François Bonlieu (n. 21 martie 1937, Juvincourt-et-Damary, Aisne, Franța – d. 18 august 1973, Nisa, Franța) a fost un schior alpin ce a reprezentat Franța, medaliat olimpic. A participat la o ediție a Jocurilor Olimpice (1964) în care a câștigat o medalie de aur.

## Participări
Lista de mai jos prezintă principalele competiții la care a participat François Bonlieu de-a lungul carierei.
- alpine skiing at the 1964 Winter Olympics – men's giant slalom[*]